# Cristaperla fimbria
Cristaperla fimbria är en bäcksländeart som först beskrevs av Winterbourn 1965.  Cristaperla fimbria ingår i släktet Cristaperla och familjen Notonemouridae. Inga underarter finns listade i Catalogue of Life.